# Peceli Yato
Peceli Yato (Sigatoka, 17 gennaio 1993) è un rugbista a 15 figiano, che gioca nel ruolo di terza linea ala nel Clermont in Top 14.

## Biografia
Yato nacque a Sigatoka, piccola cittadina di Viti Levu, la più grande isola dell'arcipelago delle Figi. Si formò come giocatore di rugby nell'accademia di Nadroga, la quale ha un rapporto di cooperazione con il Clermont. Proprio per entrare nelle giovanili del club francese, lasciò la terra natia e si trasferì in Francia nel dicembre 2012. Meno di due anni dopo, esordì in prima squadra nella partita contro il Bayonne valida per il Top 14 2013-2014; quel subentro dalla panchina rimase la sua unica apparizione in tutta l'annata professionistica. Scese in campo più regolarmente nella stagione successiva dove contribuì con le sue sette mete al raggiungimento della finale di campionato da parte del Clermont. Nell'anno 2016-2017 fu protagonista, insieme a tutta la squadra, di un ottimo percorso: giocò da titolare la finale di Champions Cup persa contro i Saracens ed entrò dalla panchina in quella che portò il Clermont a diventare campione di Francia. Conquistò il suo primo titolo europeo con la vittoria della Challenge Cup 2018-2019; nella stessa annata fu più sfortunato perdendo contro il Tolosa la finale del Top 14 2018-19, torneo nel quale fu il miglior marcatore tra gli avanti con 10 mete. Il magazine di settore Rugby World lo inserì, nel giugno 2019, alla quattordicesima posizione tra i migliori 100 giocatori al mondo.
A livello internazionale, Yato rappresentò la nazionale under-20 figiana al mondiale giovanile del 2013. La prima esperienza nelle Figi fu durante la Pacific Nations Cup del 2015; dopo l'esordio alla prima giornata contro le Tonga, giocò tutte le partite che portarono alla vittoria finale. Le sue prestazioni gli valsero la chiamata nella squadra figiana per la Coppa del Mondo di rugby 2015, competizione nella quale scese in campo contro Inghilterra ed Australia durante la fase a gironi. Nel quadriennio successivo disputò solo sette test-match con la sua nazionale, tra questi vi fu la storica vittoria contro la Francia del novembre 2018. Nel 2019, dopo aver preso parte a tutti gli incontri della Pacific Nations Cup, fu annunciata la sua inclusione nella squadra figiana convocata per la Coppa del Mondo di rugby 2019; nel corso del torneo iridato giocò tre partire segnando una meta.

## Palmarès
- Campionati francesi: 1
Clermont: 2016-17
- Challenge Cup: 1
Clermont: 2018-19
- Pacific Nations Cup : 1
Figi: 2015